# One of Us Is the Killer
One of Us Is the Killer è il quinto album del gruppo musicale mathcore statunitense The Dillinger Escape Plan.

## Tracce
1. Prancer – 3:52
2. When I Lost My Bet – 3:53
3. One of Us Is the Killer – 3:28
4. Hero of the Soviet Union – 3:00
5. Nothing's Funny – 3:26
6. Understanding Decay – 3:48
7. Paranoia Shields – 4:27
8. CH 375 268 277 ARS – 2:32
9. Magic That I Held You Prisoner – 2:49
10. Crossburner – 5:05
11. The Threat Posed by Nuclear Weapons – 3:46

## Formazione
Gruppo
- Ben Weinman – chitarra, programmazioni
- Greg Puciato – voce
- Liam Wilson – basso
- Billy Rymer – batteria

Altri musicisti
- Patrick Dougherty – tromba, corno
- "Tuba-Joe" Exley – tuba, trombone